# ARHGEF5
ARHGEF5‏ (Rho guanine nucleotide exchange factor 5) هوَ بروتين يُشَفر بواسطة جين ARHGEF5 في الإنسان.
تلعب إنزيمات Rho GTPases دورًا أساسيًا في العديد من العمليات الخلوية التي تبدأ بمحفزات خارج الخلية تعمل من خلال مستقبلات مقترنة بالبروتين G. قد يُشكل البروتين المُرمَّز مُركَّبًا مع بروتينات G، مُحفِّزًا إشارات تعتمد على Rho. قد يكون لهذا البروتين دور في التحكم في تنظيم الهيكل الخلوي.